# Kloppstert
Der Kloppstert ist ein etwa 555 m ü. NHN hoher Nordwestsporn des Adlersbergs (593,2 m) im südwestlichen Teil des Harzes. Er liegt bei Sieber im gemeindefreien Gebiet Harz des niedersächsischen Landkreises Göttingen (Deutschland).

## Name und gleichnamige Berge
In der gedruckten topographischen Karte von 1978 ist nur mit Mühe zu erkennen, dass der dritte Buchstabe ein o und der vorletzte Buchstabe ein r ist. Insbesondere läuft eine Höhenlinie so unglücklich über den Buchstaben r, dass er wie ein p aussieht. In der digitalisierten topographischen Karte 1:25.000 ist der Sporn falsch als Klappstept bezeichnet.
Weitere Berge mit Namen Kloppstert liegen im Harz bei Lerbach und bei Badenhausen sowie im Solling südwestlich von Dassel.

## Geographie

### Lage
Der Kloppstert erhebt sich im Naturpark Harz. Sein Gipfel liegt etwa 1,4 km südsüdwestlich der Dorfkirche von Sieber, 550 m östlich des Fissenkenkopfs (527 m) und 350 m nordwestlich des Adlersbergs. Nordöstlich vorbei am Sporn verläuft das Tiefenbeekstal, durch das die Tiefenbeek (Breitentalbach) zur nordwestlich fließenden Sieber läuft; jenseits davon erhebt sich der Breitentalskopf (579,1 m). Südwestlich liegt das kleine Steintal als Nebental des südwärts befindlichen Langentals.

### Naturräumliche Zuordnung
Der Kloppstert gehört in der naturräumlichen Haupteinheitengruppe Harz (Nr. 38), in der Haupteinheit Oberharz (380) und in der Untereinheit Südlicher Oberharz (380.8) zum Naturraum Sieberbergland (380.82).

## Schutzgebiete
Auf dem Kloppstert liegen Teile des Landschaftsschutzgebiets Harz (Landkreis Göttingen) (CDDA-Nr. 321403; 2000 ausgewiesen; 300,112 km² groß). An den Nordfuß stoßen das Naturschutzgebiet Siebertal (CDDA-Nr. 64701; 1992; 6,947 km²) und das Fauna-Flora-Habitat-Gebiet Sieber, Oder, Rhume (FFH-Nr. 4228-331; 24,5051 km²).

## Bedeutung des Namens
Nach mündlicher Überlieferung ist ein Kloppstert im Plattdeutschen möglicherweise eine Klopppeitsche, womit die Kinder bei Ungehorsam geprügelt wurden. Das ist ein ca. 50 cm langer Stock, mit einem ca. 50 cm langen Lederriemen dran.